# Acacia fagonioides
Acacia fagonioides é uma espécie de leguminosa do gênero Acacia, pertencente à família Fabaceae.